# Irwin Unger
Pour les articles homonymes, voir Unger.
Irwin Unger (né le 2 mai 1927, à Brooklyn, New York et mort en mai 2021) est un historien américain, spécialiste de l'histoire économique,des années 1960, et du Gilded Age. Docteur à l'université de Columbia en 1958, il est actuellement professeur émérite d'histoire à l'université de New York.
Il remporte le prix Pulitzer d'histoire en 1965 pour son ouvrage intitulé The Greenback Era (en).

## Publications
- George Marshall, (avec Debi Unger et Stanley Hirshson[3],[4], 2014)
- The Guggenheims: A Family History, (avec Debi Unger, 2005)
- LBJ : A Life, (avec Debi Unger, 1999)
- The Times Were a Changin': The Sixties Reader (avec Debi Unger, 1998)
- The Best of Intentions: The Great Society Programs of Kennedy, Johnson and Nixon (1996)
- Turning Point, 1968, (avec Debi Unger, 1988)
- These United States: The Questions of Our Past (1978)
- The Vulnerable Years: The United States, 1896-1917 (1977)
- The Movement: The American New Left 1959-1973 (1973)
- The Greenback Era (1965)